# Palagi
Palagi (ou palangi, papalagi) est un terme présent dans plusieurs langues polynésiennes et désigne généralement toute personne à la peau blanche.
Il est également employé par les immigrés venus des îles de Polynésie et installés en Nouvelle-Zélande, et a un sens proche du terme māori Pakeha.

## Origine et sens du terme
L'étymologie de ce mot est incertaine. Certains linguistes pensent qu'il provient des mots papa-lagi (« percer le ciel »), qui désignaient peut-être les mats des navires européens. D'autres suggèrent que le mot viendrait de Niue, où papa-lagi signifierait à l'origine « enfermer la tête » (constat de la pratique européenne consistant à porter un chapeau).
Jan Tent, linguiste à l'Université Macquarie (Australie) et Paul Geraghty, directeur de l'Institut Linguistique et Culturel des Fidji à Suva, suggèrent que le mot proviendrait des voyages effectuées par les Polynésiens avant l'arrivée des Européens. Les Polynésiens rencontrèrent peut-être des Malais et auraient pu adopter le terme malais barang (signifiant tissu importé). Ou bien ce même terme leur fut peut-être transmis par l'équipage indonésien d'Abel Tasman dans les années 1640. Quoi qu'il en soit, en 1777 le capitaine James Cook signala que les habitants des Tonga avaient appelé ses hommes tangata no papalangie, ce qui signifie « hommes de tissu ».
Ces linguistes font également remarquer que le terme malais pour Européen était, aux 17e et 18e siècles, faranggi. Toutefois, ils pensent que palangi signifiait « tissu » avant d'être utilisé pour désigner des êtres humains.
Néanmoins, Serge Tcherkézoff (2003), s'il ne réfute pas l'origine malaise du mot papalagi, explique que cette étymologie s'est rapidement perdue et que dès 1830, le terme papalagi était utilisé sans que l'on sache d'où il vienne. Selon lui, cela a permis à l'étymologie populaire ("indigenous folk-etymology") décrivant les papalagi comme des « gens venus du ciel » de s'imposer.
Geragthy et Tent récusent l'explication de papalagi comme « gens venus du ciel » car cela serait un exemple de plus d'ethnocentrisme et du sentiment de supériorité de la part des Européens : jamais, selon les deux auteurs, les polynésiens n'auraient vu des européens comme des dieux.
Au contraire, pour Tcherkézoff, un tel rejet est lui-même ethnocentriste, car il conduit à plaquer une interprétation européenne sur les termes « ciel » (lagi) et « dieux » utilisés par les Polynésiens eux-mêmes. Dans la vision judéo-chrétienne, humain et divin sont totalement séparées. Selon Tcherkézoff, le problème réside non pas dans le fait de considérer les Européens comme des dieux - il indique d'ailleurs que les Polynésiens ne désignaient pas les Européens sous le terme de tagata, terme habituellement utilisé pour désigner un homme - mais bien dans l'interprétation du terme « dieu ». Il ne faut pas plaquer la signification judéo-chrétienne du terme sur la cosmologie polynésienne, comme le font Geraghty et Tent.
Les Polynésiens considéraient le ciel comme faisant partie du monde visible - au contraire de la vision chrétienne faisant du ciel le domaine de Dieu. Les dieux polynésiens sont invisibles, mais peuvent se matérialiser, en partie, dans les êtres humains. Les Polynésiens, en voyant des hommes à la peau claire, les ont immédiatement associés au soleil (et donc associés à une divinité) ; les Européens étaient ainsi vus comme des représentations des dieux. L'origine de la controverse vient donc de l'interprétation différente qu'on fait les Européens et les Polynésiens des termes « ciel » (lagi) et « dieu » (atua).

## Liens
- dictionnaire samoan-anglais
- article de "Lingua Franca" sur l'origine du terme (en anglais)